# Codex Seidelianus I
O Codex Seidelianus I, também conhecido como Manuscrito Ge ou 011 (Gregory-Aland), pertence provavelmente do século século IX. Contem 252 fólios dos quatro Evangelhos (25.7 x 21.5 cm). 
Atualmente acha-se no British Library (Harley 5684) e Trinity College (Cambridge) (B.XVII.20).